# Unga konstnärliga teatern
Unga konstnärliga teatern var en fri teatergrupp i Malmö åren 1992–1993.
Unga konstnärliga teatern bildades sommaren 1992 av hela den avgående klassen från Teaterhögskolan i Malmö. Teaternamnet hämtade inspiration från den ryske teatermannen och pedagogen Konstantin Stanislavskijs Konstnärliga teatern i Moskva och präglade också ensemblens ambitiösa repertoarval med klassiker blandat med nyskrivet och regelbundet återkommande, publikdragande improvisationsteater med kända "hemliga gäster" (bland andra Lasse Holmqvist), såsom Följetongen. Efterhand blandades ensemblen upp med nya medarbetare. Ekonomiska problem och rivningsplaner för den egna teaterlokalen intill Sveriges Radio på Balzarsgatan 14 ledde till att verksamheten lades ned i slutet av 1993. Några av de drivande personerna övergick till att starta Ensembleteatern i stället. Trots den korta verksamhetstiden blev teatern snabbt uppmärksammad inom teatersverige med sin "institutionsteaterliknande" inriktning och blandning av seriöst och experimentellt.